# Saltopus
Saltopus („skákající noha“) byl rod dinosauromorfa, tedy plaza blízce příbuzného "pravým" dinosaurům. Spolu s dinosaury a silesauridy spadal do vývojové skupiny (kladu) Dracohors.
Při délce kolem 60 až 100 centimetrů vážil asi tolik, co dnešní holub. Jeho fosilie byly objeveny na území Skotska.

## Popis

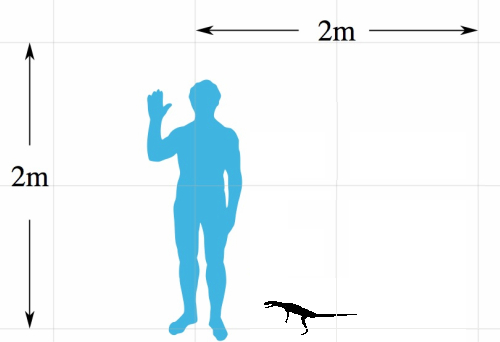
Srovnání velikosti saltopa a člověka

Saltopus byl velice podobný vývojově primitivním dinosaurům a byl k nim kdysi i řazen. Vědci se domnívali, že byl příbuzný ceratosaurům nebo célurosaurům. Byl však mnohem primitivnější a mezi jeho příbuzné patřily rody Lagosuchus a Lagerpeton.
Saltopus měl čelisti plné ostrých zubů a lovil hmyz i malé obratlovce. Poměrně krátké byly jeho přední končetiny, zadní byly relativně dlouhé. Celkově byl velký přibližně jako kočka domácí. Lebka sice nebyla objevena, ale byla nalezena páteř, pánevní kosti a končetiny. Jméno je odvozeno podle předpokládaného rychlého pohybu.